# Billboard Japan Top User Generated Songs
Billboard Japan Top User Generated Songs（ビルボード・ジャパン・トップ・ユーザー・ジェネレイテッド・ソングス）は、Billboard JAPANによって発表されている日本の音楽チャート。YoutubeにおけるUGC（ユーザー生成コンテンツ）を集計したチャートである。

## チャートの構成
YouTubeの再生数のうち、UGC（User Generated Contents：ユーザー生成コンテンツ）の再生数のみを集計し、インターネット上のバズを可視化したチャート 。UGCのコンテンツには「歌ってみた」・「踊ってみた」が多いため、「歌ってみた」との親和性が高いボーカロイド曲やボカロP、歌い手による楽曲がチャートインしやすい傾向にある。

## 歴史
2020年12月7日付のチャートから正式に新設された。最初に首位を獲得したのは、Kanariaの「KING」であった。
当チャートが新設されるまで、UGCの再生回数は総合チャート「Japan Hot 100」のYouTube指標に含めて集計されていた。2020年9月、米国ビルボードが「UGCの影響力が大きく総合的なヒットが見えにくくなる」として、ミュージックビデオの再生回数からUGCを切り分けた影響もあり、Billboard JAPANにおいても2021年度から集計対象外となった。しかし「UGCが市場に与える影響は無視できない」として、単独のチャートとして発表されることになった。

## 首位獲得作品

### 年間
| 年度   | 曲                       | アーティスト | 出典  |
| ------ | ------------------------ | ------------ | ----- |
| 2021年 | 「KING」                 | Kanaria      | [ 4 ] |
| 2022年 | 「神っぽいな」           | ピノキオピー | [ 5 ] |
| 2023年 | 「アイドル」             | YOASOBI      | [ 6 ] |
| 2024年 | 「Bling-Bang-Bang-Born」 | Creepy Nuts  | [ 7 ] |